# RC4WD
RC4WD ist Hersteller und Verkäufer für funkgesteuerte Fahrzeuge, Teile und Zubehör. RC4WD wurde im Jahr 2001 in San Francisco Bay Area gegründet. Ihre Produkte wurden von der NASA ausgewählt und sind aus dem Fernsehen und aus Fachmagazinen in vielen Ländern bekannt. RC4WD hat Teile für das schnellste batteriebetriebene funkgesteuerte Auto hergestellt.

## RC4WD-Geschichte
RC4WD wurde im Jahr 2001 in der San Francisco Bay Area, Kalifornien USA in einer Garage gegründet.
Gestartet ist RC4WD als Fachgeschäft (Webseite) für RC Monster Truck und Tuningteile. Das Geschäft wuchs auch dank der Hilfe von RCMT.net, einem Forum, in dem sich RC-Monster-Truck-Enthusiasten treffen.
Im Jahre 2005 führte das Unternehmen annähernd 800 Teile von Firmen wie Thundertech Racing, JPS, New Era Models, Imex, Defiance Racing, RC Alloy, Vertigo performance und weiteren Herstellern.
2007 erfolgte der Umzug in ein kleines Lager in San Jose.
Im Juli 2010 wurde das erste Produkt lizenziert: der "Dick Cepek Mud Country-1.9"-Reifen.
Seit Februar 2011 kann man Teile von RC4WD bei Horizon Hobby erwerben.
Im März 2014 begann Towerhobbies mit dem Verkauf von RC4WD-Produkten.
RC4WD-Modelle werden heute in USA, Kanada, Österreich, Deutschland, Australien, Belgien, Chile, Kolumbien, Zypern, Tschechien,  Afrika, Spanien, Schweden, Schweiz, Taiwan, Thailand, England und Venezuela vertrieben.

## RC-Bausätze
- 1/10 Trail Finder Truck
- 1/10 Gelände-Truck
- 1/5 Killer Krawler
- 1/10 Subzero Truck
- 1/10 Boyer Truggy
- 1/10 Worminator 6x6 Truck
- 1/10 Gelände D110 Truck
- 1/10 Fracture Truck with V8 engine
- 1/10 Bully Crawler
- 1/10 Timberwolf Scale Truck
- 1/10 Trail Stomper Truck
- 1/10 Trail Finder II Truck
- 1/10 Gelände II Truck
- 1/10 King of Hammer

## RC4WD in den Medien

### Auszeichnungen und Preise
- Mai 2010 – Wired – "Editor's Pick" RC4WD Killer Krawler[4]
- Nov 2011 – NASA RC Rover Robotic Arm – RC4WD Killer Krawler[5]

### Im Fernsehen
- Juli 2012 – RC4WD im Stacey David's Gears (Speed Channel)[6]

### In Magazinen
- Nov 2008 – Max Bashing Interactive Digital Magazine – RC4WD Diablo
- Nov 2008 – RC Magazine (Japan) – RC4WD Trail Finder
- Mai 2010 – Make Magazine – RC4WD Killer Krawler
- Juni 2010 – Xtreme RC Cars Magazine – RC4WD Gelände
- Juli 2010 – Truckmodell Magazine (Deutschland) – RC4WD Gelände
- Okt. 2012   Trailfinder 2 im Fachbuch “Trial, Scaler & Crawler” ISBN 978-3-88180-438-7.
- Feb 2013 – Racer Magazine (UK) – RC4WD Trail Finder 2